# Luci Volusi Mecià
Luci Volusi Mecià (en llatí Lucius Volusius Mecianus) va ser un jurista romà, membre del consilium de l'emperador Antoní Pius.
Va ser un dels membres il·lustres del cercle de l'emperador i va contribuir a educar a Marc Aureli que era un dels seus alumnes. Vulcaci Gal·licà diu que se li va concedir el govern d'Alexandria i que va ser mort pels seus soldats per haver secundat a Avidi Cassi en la seva usurpació l'any 175.
Mecià va escriure 16 llibres sobre el fideïcomís i 14 sobre justícia pública. També es diu que era seu un Liber Quaestionum però probablement seria part de l'obra Fideicommissa. També va escriure sobre la Legem Rhodiam, de la qual hi ha un extracte a la Digesta, i que era una col·lecció de lleis ròdies relacionades amb afers marítims.
En total hi ha 44 extractes de la seva obra a la Digesta. El citen Quint Cervidi Escevola, Papinià, Ulpià i Juli Paule. Se li atribueix el tractat De Asse et Ponderibus, però l'autoria és dubtosa.